# Xinghai
Xinghai, även känt som Tsigorthang på tibetanska, är ett härad i den autonoma prefekturen Hainan i Qinghai-provinsen i västra Kina.